# Warren Zaïre-Emery
Warren Marie Jean-Pierre Zaïre-Emery (Montreuil, 8 de março de 2006) é um futebolista profissional francês que atua como meio-campista. Atualmente joga no Paris Saint-Germain, clube da Ligue 1.
Formado nas categorias de base do PSG, Zaïre-Emery estreou profissionalmente pelo clube em agosto de 2022, tornando-se o jogador mais jovem da história do clube. Em sua temporada de estreia, tornou-se o mais jovem artilheiro do clube e o jogador mais jovem na história da Liga dos Campeões da UEFA a iniciar uma partida da fase eliminatória, tudo isso aos 16 anos, antes de conquistar seu primeiro título da Ligue 1. Em sua segunda temporada, consolidou sua posição como titular e conquistou a dobradinha.
Nas categorias de base, Zaïre-Emery representou a França do sub-16 ao sub-21. Em setembro de 2023, tornou-se o capitão mais jovem da seleção sub-21 em trinta anos. Em novembro do mesmo ano, Zaïre-Emery marcou em sua estreia pela seleção principal da França, tornando-se o terceiro estreante mais jovem e o segundo artilheiro mais jovem da seleção.

## Início de vida
Warren Marie Jean-Pierre Zaïre-Emery nasceu em 8 de março de 2006 em Montreuil, Seine-Saint-Denis. Seu pai, Franck Emery, também era jogador de futebol, tendo jogado com o Red Star em Seine-Saint-Denis. Sua mãe é descendente de Martinicanos.
Warren juntou-se à formação do Aubervilliers com 4 anos de idade, tendo que esperar 1 ano para ter idade suficiente para obter licença para jogar pelo clube.

## Carreira

### Paris Saint-Germain

#### Base
Já um jogador de destaque para o Aubervilliers, Zaïre-Emery foi rapidamente observado pelo Paris Saint-Germain (PSG), assinando com o clube da capital em 2014. Em seu sistema juvenil, Zaïre-Emery sempre jogou em categorias acima de sua idade, impressionando seus treinadores em todos os níveis. Durante a temporada 2021-22, como ele tinha apenas 15 anos, ele foi o jogador mais jovem do elenco sub-19. Apesar de sua pouca idade, Zaïre-Emery se tornou um jogador-chave do Sub-19, principalmente em dezembro de 2021, quando foi o destaque do PSG na Liga Jovem da UEFA: durante o último jogo da fase de grupos, ajudando seu time a uma vitória em casa por 3 a 2 contra o Club Brugge com um gol e uma assistência, classificando o PSG diretamente para as oitavas de final. Aos 15 anos, Zaïre-Emery foi chamado por Mauricio Pochettino para o time principal naquela temporada. Atraindo a atenção de vários outros grandes clubes europeus, embora ainda não tivesse assinado seu primeiro contrato profissional, ele se juntou à agência de Jorge Mendes em março de 2022.

#### 2022–23: Temporada de estreia e avanço
Em julho de 2022, Zaïre-Emery assinou seu primeiro contrato profissional com o PSG, um acordo de três anos até 30 de junho de 2025. Sob o comando do novo técnico Christophe Galtier, ele fez sua estreia profissional em uma vitória por 2 a 0 em um amistoso sobre o Quevilly-Rouen, e foi incluído na turnê de pré-temporada do PSG no Japão, onde estava na escalação titular para uma vitória por 3 a 0 sobre o Urawa Red Diamonds. Em 6 de agosto de 2022, Zaïre-Emery fez sua estreia oficial pelo PSG como substituto em uma vitória por 5 a 0 fora de casa contra o Clermont. Sua estreia aos 16 anos e 151 dias o tornou o jogador mais jovem a aparecer em uma partida oficial pelo clube, um recorde que antes era detido por El Chadaille Bitshiabu. Em 25 de outubro, Zaïre-Emery fez sua estreia na Liga dos Campeões da UEFA como substituto em uma vitória em casa por 7 a 2 sobre o Maccabi Haifa. Isso o tornou o jogador mais jovem a aparecer na Liga dos Campeões pelo PSG. Em 7 de janeiro de 2023, ele fez sua primeira partida em uma vitória por 3 a 1 na Copa da França contra o Châteauroux, tornando-se o titular mais jovem da história do clube. Ele se tornou o titular mais jovem do clube na Ligue 1 em uma derrota por 1 a 0 para o Rennes, oito dias depois. Em 1º de fevereiro, Zaïre-Emery marcou seu primeiro gol profissional, saindo do banco para coroar uma vitória por 3 a 1 contra o Montpellier; ao fazer isso, ele se tornou o artilheiro mais jovem do PSG, com 16 anos e 330 dias. Em 14 de fevereiro, ele se tornou o jogador mais jovem a começar uma partida eliminatória da Liga dos Campeões aos 16 anos e 343 dias, em uma derrota por 1 a 0 para o Bayern de Munique. No final da temporada 2022-23, Zaïre-Emery conquistou seu primeiro título da Ligue 1.

#### 2023–24: Estabelecimento como uma peça-chave

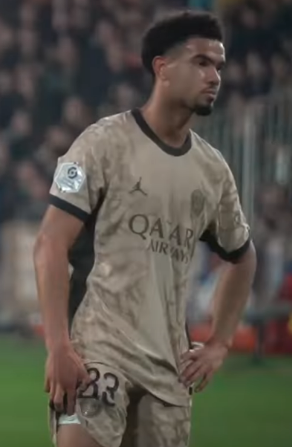
Zaïre-Emery pelo PSG contra o Montpellier em 2024

Em 26 de agosto de 2023, Zaïre-Emery registrou sua primeira assistência pelo PSG: um passe para Marco Asensio na vitória por 3 a 1 sobre o Lens. Isso o tornou o jogador mais jovem do PSG a registrar uma assistência na Ligue 1 desde que a Opta começou a analisar esses dados em 2006. Em 4 de outubro, Zaïre-Emery deu assistência para o cabeceio de Lucas Hernández na derrota por 4 a 1 na Liga dos Campeões para o Newcastle United, tornando-o o mais jovem jogador francês e do PSG a registrar uma assistência na competição. Duas semanas depois, ele registrou duas assistências na vitória por 3 a 0 na Liga dos Campeões sobre o AC Milan, tornando-se o jogador mais jovem a atingir três assistências na competição. Tendo ganhado o prêmio de jogador da partida na noite, ele também se tornou o jogador mais jovem a fazer vinte partidas pelo PSG. Em 29 de outubro, Zaïre-Emery marcou seu primeiro gol da temporada, um "foguete" no canto superior de fora da área, em uma vitória por 3 a 2 fora de casa sobre o Brest. No jogo seguinte contra o Montpellier, ele marcou seu primeiro gol no Parc des Princes em uma vitória parisiense por 3 a 0. Em 13 de dezembro, ele marcou seu primeiro gol na Liga dos Campeões em um empate por 1 a 1 fora de casa contra o Borussia Dortmund, que classificou seu clube para a fase eliminatória. Aos 17 anos e 280 dias, ele se tornou o mais jovem artilheiro francês na história da Liga dos Campeões e o mais jovem artilheiro do PSG em competições europeias.
Em 27 de abril de 2024, antes de uma partida em casa contra o Le Havre, o PSG anunciou que Zaïre-Emery havia estendido seu contrato com o clube até 30 de junho de 2029. Na partida, ele deu uma assistência para o gol de Bradley Barcola, o primeiro do PSG em um empate por 3 a 3. No dia seguinte, Zaïre-Emery conquistou seu segundo título da Ligue 1 com o PSG, graças à vitória do Lyon sobre o Monaco. Em 13 de maio, ele foi premiado com o prêmio de Jogador Jovem do Ano da Ligue 1 na cerimônia dos Troféus UNFP de futebol. Ele também foi incluído no Time do Ano. Em 25 de maio, Zaïre-Emery começou na final da Copa da França de 2024, uma vitória por 2 a 1 do PSG sobre o Lyon.

#### Temporada 2024–25
Em 16 de agosto de 2024, Zaïre-Emery foi titular na primeira partida da temporada 2024-25 da Ligue 1, uma vitória por 4 a 1 do PSG sobre o Le Havre. Em 23 de agosto, no primeiro jogo em casa do PSG, ele marcou o quinto gol de uma vitória por 6 a 0 sobre o Montpellier, seu primeiro da temporada. Depois de receber um passe de Ousmane Dembélé, ele deu uma caneta no zagueiro Boubakar Kouyaté antes de chutar para a esquerda do goleiro Benjamin Lecomte, um gol que foi descrito pelo Le Parisien como "suntuoso". Em 6 de novembro, ele marcou na derrota do PSG por 2 a 1 em casa para o Atlético de Madrid na Liga dos Campeões. Em 18 de janeiro de 2025, Zaïre-Emery foi titular na vitória por 2 a 1 fora de casa contra o Lens, em sua 100ª partida pelo PSG. Ele se tornou o jogador mais jovem a alcançar o feito, aos 18 anos, 10 meses e 10 dias, eclipsando o recorde anterior de Jean-Marc Pilorget. Em 8 de março de 2025, em seu aniversário de 19 anos, ele usou a braçadeira de capitão em uma vitória por 4 a 1 sobre o Rennes, tornando-se o segundo capitão mais jovem da história do PSG, depois de Mamadou Sakho, então com 17 anos. Em 5 de abril de 2025, Zaïre-Emery começou na vitória por 1 a 0 sobre o Angers, que garantiu o décimo terceiro título da liga do PSG, que estendeu o recorde.
Em 24 de maio de 2025, Zaïre-Emery participou da final da Copa da França contra o Stade de Reims, onde substituiu Vitinha e contribuiu para a vitória do time parisiense contra o clube remense e se sagrar campeão pela segunda vez da competição.

## Carreira Internacional

### Seleções de base
Em abril de 2022, ele foi selecionado com a seleção francesa sub-17 para o Campeonato Europeu de Futebol Sub-17. Com esta geração de 2005, ele foi o único jogador nascido em 2006 do time. A França venceu o torneio, com Zaïre-Emery marcando dois gols.
Em setembro de 2023, Zaïre-Emery foi convocado para a seleção francesa sub-21 pelo recém-nomeado técnico Thierry Henry. Henry escolheu designar Zaïre-Emery como capitão da equipe para as partidas contra Dinamarca e Eslovênia, tornando-o o capitão mais jovem dos Les Espoirs em trinta anos.
Ele e seu companheiro de equipe Bradley Barcola não foram incluídos para as Olimpíadas de Verão de 2024 em solo nacional, já que o Paris Saint-Germain negou a eles permissão para competir no torneio.

### Seleção profissional
Em 9 de novembro de 2023, Zaïre-Emery recebeu sua primeira convocação para a seleção principal da França, para as Qualificações para o Campeonato Europeu de Futebol de 2024 contra Gibraltar e Grécia. Ele se tornou o jogador mais jovem a ser convocado para Les Bleus desde Maurice Gastiger em 1914, e o terceiro mais jovem de todos os tempos. Ele fez sua estreia em 18 de novembro contra Gibraltar, marcando um gol na vitória por 14 a 0 da França, a maior vitória da história da equipe. Seu gol o tornou o segundo jogador mais novo a marcar da história da França, atrás apenas de Gastiger. No entanto, no processo de pontuação, Zaïre-Emery foi alvo de um tackle do zagueiro gibraltino Ethan Santos, que recebeu um cartão vermelho após revisão. Zaïre-Emery, que saiu lesionado, sofreu uma "entorse grave no tornozelo" que o deverá manter fora de ação até ao final de 2023.
Em 16 de maio de 2024, Zaïre-Emery foi selecionado por Didier Deschamps como um dos vinte e cinco jogadores para representar a França na UEFA Euro 2024. Ele não fez nenhuma aparição no torneio quando a França chegou às semifinais.

## Estilo de Jogo
Zaïre-Emery é um meio-campista conhecido por sua fisicalidade e habilidades técnicas. Ele é eficaz tanto na recuperação de bola quanto no início do jogo, contribuindo para a estrutura e o equilíbrio do meio-campo de sua equipe. Embora mais comumente usado como um box-to-box ou meio-campista defensivo pelo PSG, ele é capaz de jogar em todas as posições do meio-campo.
Adepto da leitura do jogo, ele é descrito como um jogador com uma personalidade muito madura em campo, ainda na adolescência, capaz de assumir suas responsabilidades, mantendo uma atitude calma e disciplinada. Zaïre-Emery foi elogiado por seus passes, dribles e resistência.

## Vida pessoal
No evento de gala "Paris for Good" em 16 de maio de 2024, foi revelado que Zaïre-Emery estava em um relacionamento com a goleira do PSG, Océane Toussaint, a vencedora do prêmio Titi d'Or de 2022. Eles já haviam sido fotografados juntos em um evento da Louis Vuitton em janeiro de 2024.

## Estatísticas de Carreira
- Atualizado até 24 de maio de 2025[66]

| Clube               | Temporada         | Liga              | Liga  | Liga | Copa da França | Copa da França | Europa | Europa | Outros | Outros | Total | Total |
| Clube               | Temporada         | Division          | Part. | Gols | Part.          | Gols           | Part.  | Gols   | Part.  | Gols   | Part. | Gols  |
| ------------------- | ----------------- | ----------------- | ----- | ---- | -------------- | -------------- | ------ | ------ | ------ | ------ | ----- | ----- |
| Paris Saint-Germain | 2022–23           | Ligue 1           | 26    | 2    | 2              | 0              | 3      | 0      | 0      | 0      | 31    | 2     |
| Paris Saint-Germain | 2023–24           | Ligue 1           | 26    | 2    | 5              | 0              | 11     | 1      | 1      | 0      | 43    | 3     |
| Paris Saint-Germain | 2024–25           | Ligue 1           | 29    | 1    | 5              | 1              | 12     | 1      | 1      | 0      | 47    | 3     |
| Total na carreira   | Total na carreira | Total na carreira | 81    | 5    | 12             | 1              | 26     | 2      | 2      | 0      | 121   | 8     |

1. 1 2 3  Jogos na Liga dos Campeões
2. 1 2  Jogos da Supercopa da França

## Títulos
Paris Saint-Germain
- Ligue 1: 2022–23,[67] 2023–24[33] e 2024–25[68]
- Supercopa da França: 2023[69] e 2024[70]
- Copa da França: 2023–24[37] e 2024–25[45]
- Liga dos Campeões da UEFA: 2024–25[71]
- Supercopa da UEFA: 2025[72]

França Sub-17
- Campeonato Europeu Sub-17: 2022[47]

Individual
- Titi d'Or: 2022[73]
- Jogador Jovem do Ano da Ligue 1: 2023–24[35]
- Seleção do Ano da Ligue 1 da UNFP: 2023–24[74]
- Seleção Mundial Masculina Juvenil (U20) da IFFHS: 2023[75]